# NEOマシンガンズ
NEOマシンガンズ（ネオ・マシンガンズ）は、NEO女子プロレスに所属するプロレスラーによるタッグチームである。

## 概要
NEO女子プロレスに所属するタニー・マウスと宮崎有妃によるタッグチームで、2000年宮崎がNEOに加入して2001年に結成された。チーム名はタニーが大ファンである漫画「キン肉マン」におけるキン肉マンとテリーマンのタッグ「ザ・マシンガンズ」に由来する。
それまでタニーは武蔵野高校の後輩である中野知陽呂（大日本プロレス）と「チーム武蔵野」の名でタッグを組んでいたが、中野の長期離脱のため何度かタッグパートナーを試した結果、宮崎に落ち着いた。
NEOマシンガンズとして全日本タッグ王座を皮切りにタッグタイトルを次々と獲得。NEOを代表するタッグチームとして活躍している。また、ラス・カチョーラス・オリエンタレスとのハードコアマッチも経験している。
同じくNEO所属の田村欣子を加えて「わたしたチーズ」としても活動する。
タッグ結成以来マシンガンズの直接対決はシングル・タッグともになかったが、2010年5月5日の10周年記念大会にてバトルロイヤルで最後の2人となり、タニーが宮崎を丸め込み勝利。
2010年12月31日のNEO最終興行を最後にタニー、宮崎ともに引退するため解散となる。最後の興行ではNEOマシンガンズとして最後の試合と最初で最後の「マシンガンズ対決」が組まれる。

## タイトル歴
- 全日本タッグ王座
- NEO認定タッグ王座
- 板橋タッグ王座
- 北沢タッグ王座
- インターナショナルリボンタッグ王座

## NEOマシンガンズ軍
2007年2月18日、川崎市体育館で行われた「NEO WORLD 2007」においてを結成。さくらえみが率いる「さくらリボン軍」とツインリング採用時間差バトルロイヤル・ルールの「7vs7全面対抗戦」で対決した。メンバーは、タニー・マウス、宮崎有妃、闘牛・空、チェ・リー、趙雲子龍、豊田真奈美、希月あおい。

## その他
- 西千明（JDスター女子プロレス）とアキュート冴（JWP女子プロレス）による「反マシンガンズ同盟」を結成してNEOマシンガンズと抗争を繰り広げた。
- 2007年、「中国版NEOマシンガンズ」と呼ばれる偽モノも現れた。
- プロレスリングWAVEでGAMI&木村響子が「スーパー・アフロ・マシンガンズ」を結成してNEOマシンガンズと対戦したこともある。